# 알렌비 다리

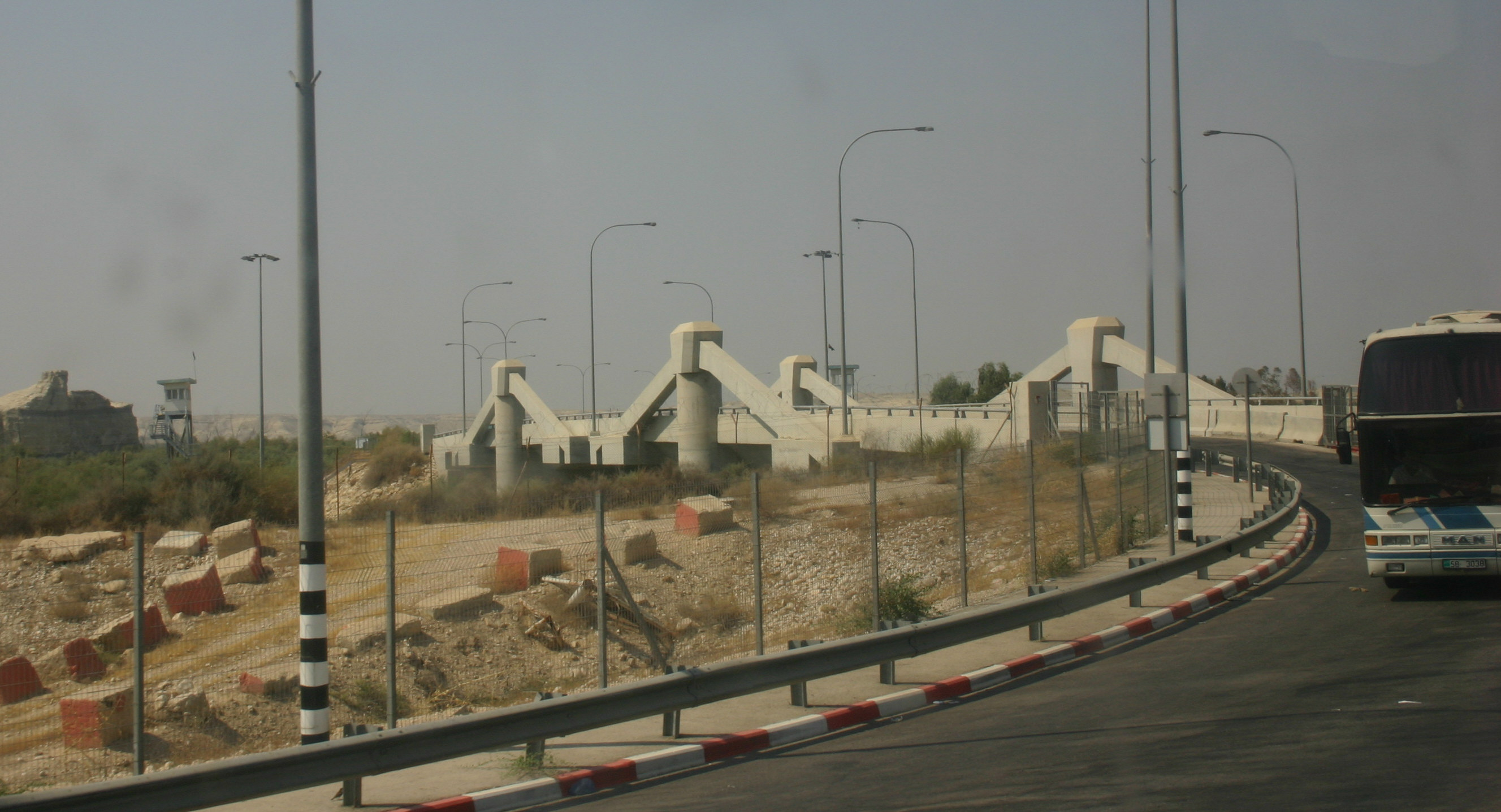
알렌비 다리

알렌비 다리(Allenby Bridge, 히브리어: גשר אלנבי, 로마자 표기: Gesher Allenby)는 요르단에서 공식적으로 후세인 왕 다리(아랍어: جسر الملك حسين, 로마자 표기: Jisr al-Malek Hussein)로 알려져 있으며, 이스라엘이 점령한 서안지구의 예리코시와 요르단의 알카라메시 주변 요르단강 근처에서 건너는 다리이다.
이 다리는 현재 서안 지구와 요르단 사이를 가로지르는 유일한 공식 국경이며 육로로 해외로 여행하는 서안 팔레스타인인들을 위한 유일한 지정된 출입구이다.
해수면보다 381미터(1,250피트) 낮은 이곳은 세계에서 가장 낮은 고정식 수로이다.